# Oberrhein Messe

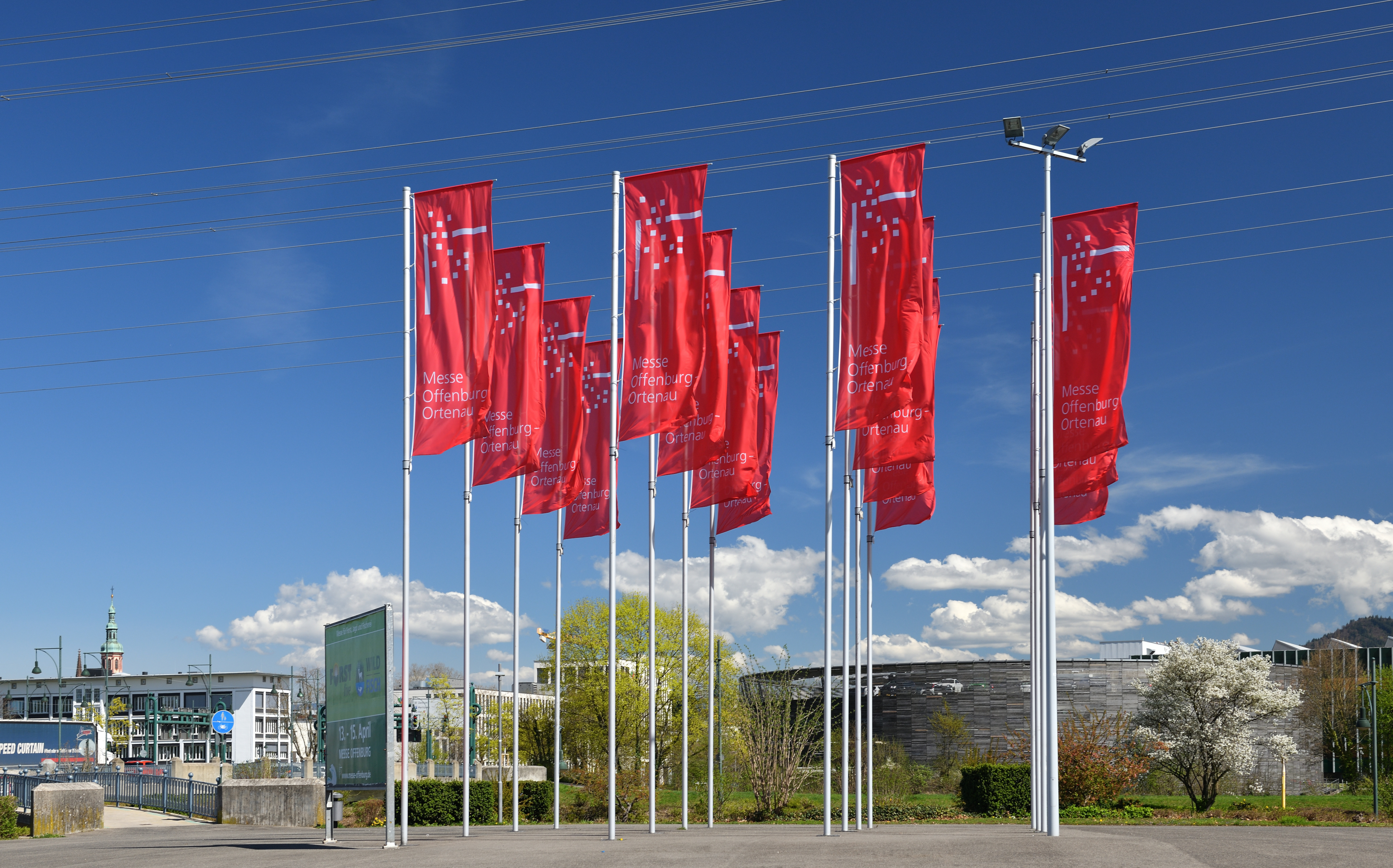
Flaggen der Messe Offenburg

Die Oberrhein Messe – in der Region Offenburg auch Herbstmesse genannt – ist eine Veranstaltung der Messe Offenburg-Ortenau GmbH. Mit rund 85.000 Besuchern jährlich ist die Oberrhein Messe eine der größten sich an Endverbraucher richtenden Messen in Baden-Württemberg.
Gegründet wurde sie 1924 und zählt damit zu den traditionsreichsten Veranstaltungen in  Deutschland.
Die neuntägige Messe findet jährlich im Herbst statt und beginnt immer am letzten Wochenende im September. Die Offenburger Messegesellschaft inszeniert diese Veranstaltung jedes Jahr neu. Sie setzt auf Shopping, Spaß, Freizeitwert sowie eine sich jährlich ändernde Sonderschau.
Bei der Oberrhein Messe sind jährlich über 500 Aussteller vertreten. Sie bieten ihre Produkte und Dienstleistungen in 27 Hallenabschnitten und Zelthallen auf 12.000 m² sowie im Freigelände auf rund 10.000 m² Ausstellungsfläche an. Das Ausstellungs-Portfolio der Oberrhein Messe umfasst verschiedene Branchen, die durch den Veranstalter in folgende Themenbereiche gegliedert werden:
- Energie Bauen Wohnen
- Luxus & Lifestyle
- Dienstleistungen (in den Bereichen Finanzberatung, Banken und Versicherungen)
- Genuss (kulinarische Angebote)
- Erlebnis-Programm (Modenschauen, Einzelveranstaltungen etc.)
- Kinderabenteuer (Tierhalle, …)
- Aktiv unterwegs (Sportbekleidung und -geräte, Fahrräder etc.)
- Beauty & Wellness

Ein prägendes Element der Messe sind die aufwändigen Sonderschauen. In den vergangenen Jahren waren dies beispielsweise die Themen „Mittelalter“, „Mythos Wild West“ (Sammlung Bründl) oder „Afrika mit allen Sinnen genießen“. In 2011 griff der Veranstalter das Thema „Schätze der chinesischen Kaiserreiche“ auf. 